# Pierre Claude François Delorme

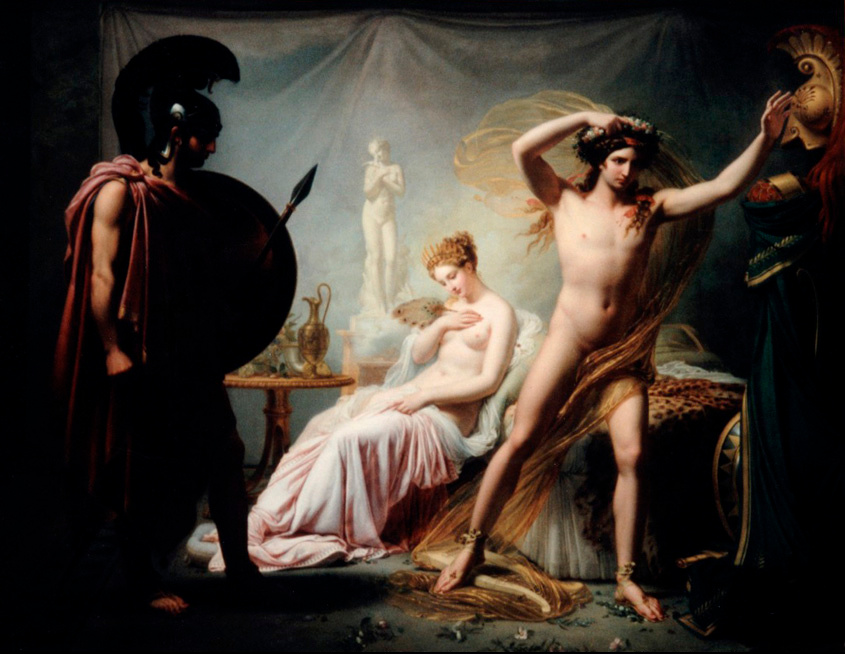
Hector adressant des reproches à Pâris ("Héctor dirigiendo reproches a Paris").

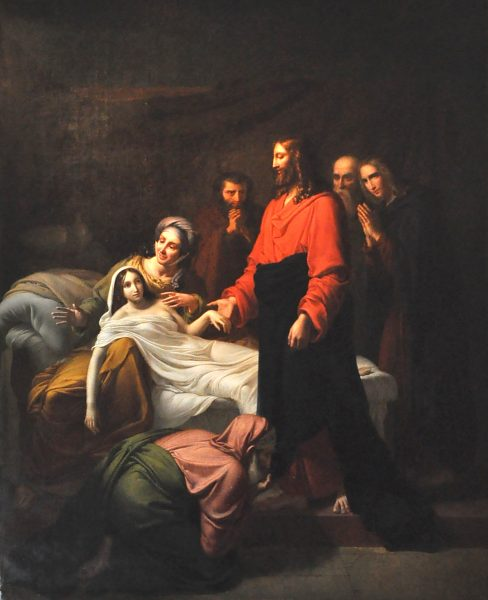
Jésus ressuscitant la fille de Jaïre ("Jesús resucitando a la hija de Jairo").

Pierre Claude François Delorme (París, 1783 - 1859) fue un pintor neoclásico francés, que se dedicó especialmente a la pintura de historia en sus facetas de pintura religiosa y pintura mitológica. Fue discípulo de Girodet, del que toma las convenciones del estilo Imperio. Pasó varios años en Italia. 

## Obra
- Héro et Léandre ("Hero y Leandro"), 1814, Musée des beaux-arts de Brest
- Jesus ressuscitant la fille de Jaïre ("Jesús resucitando a la hija de Jairo"), 1817
- Jésus dans les limbes ("Jesús en el limbo"), 1819
- Céphale enlevé par Aurore ("Céfalo alzado por Aurora"), 1822
- Sapho et Phaon ("Safo y Faón"), 1833, musée d'Elbeuf
- Ève cueillant le fruit défendu ("Eva cogiendo la fruta prohibida"), 1834
- Madeleine au tombeau du Christ ("Magdalena en la tumba de Cristo"), 1835
- Repos en Égypte ("Descanso en la huida a Egipto"), 1850

Recibió numerosos encargos para los palacios de Versalles, de Fontainebleau, de Neuilly, de Compiègne, y para varias iglesias de París (las capillas de la Virgen, en la Iglesia de Saint-Gervais-Saint-Protais, y la de San Pedro, en la iglesia de San Eustaquio, y la Translation de la Ste Maison par les anges de la cúpula de la iglesia de Nuestra Señora de Loreto (París)).

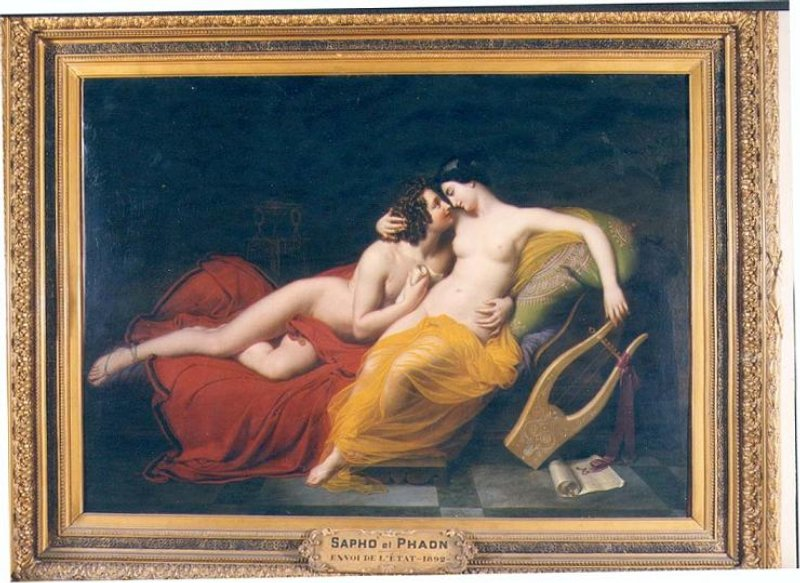
Sapho et Phaon.
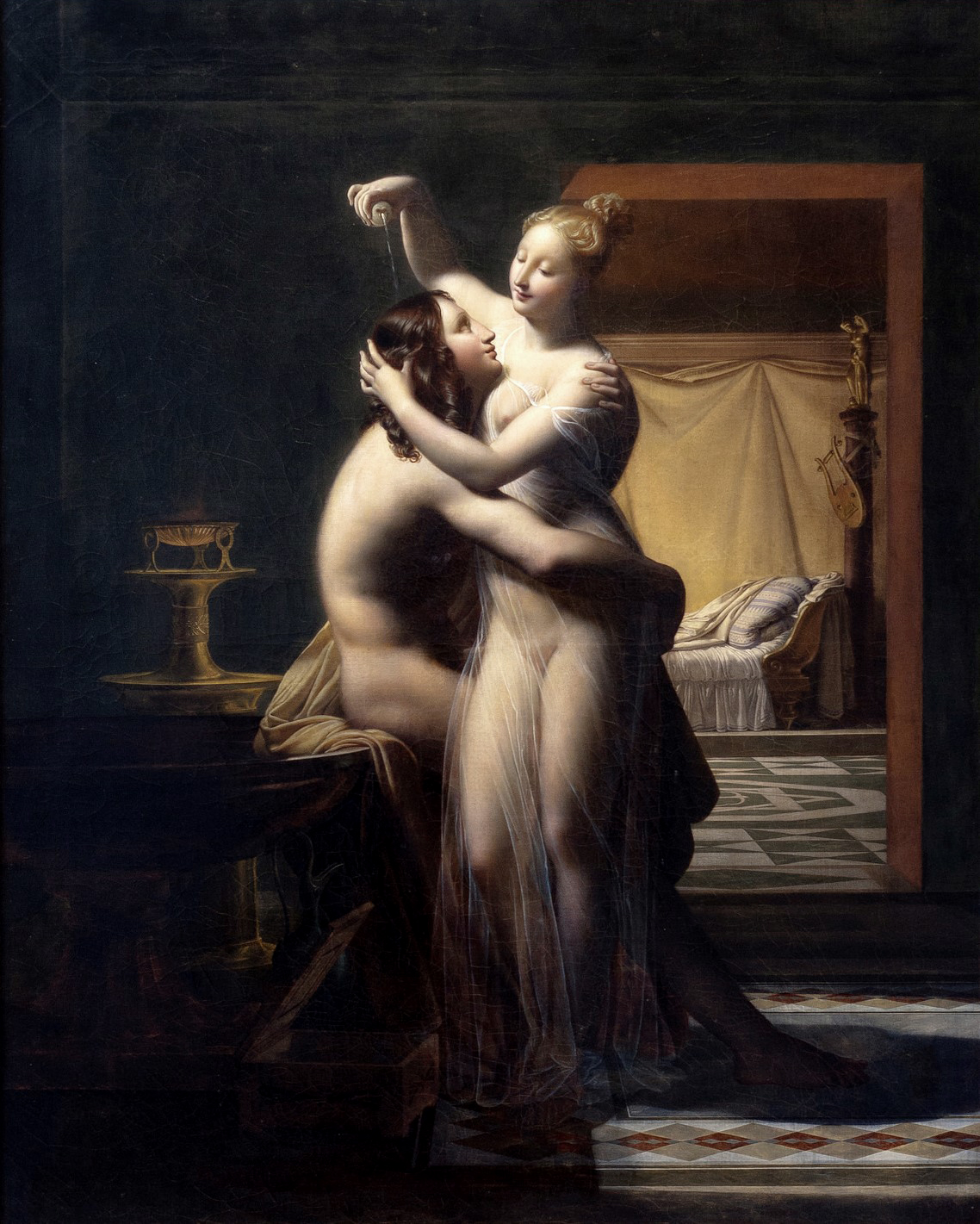
Hero et Léandre.